# Salmo balcanicus
Salmo balcanicus is een soort forel die behoort tot de zalmen (onderfamilie Salmoninae, familie Salmonidae). Lokaal was deze soort/vorm bekend als de Strugaforel of Kresnica. Het is een inheemse soort die naast Salmo letnica en Salmo aphelios voorkomt in het noordwestelijk deel van het Meer van Ohrid (Noord-Macedonië en Albanië).

## Beschrijving
Salmo balcanicus kan een lengte van 40 cm bereiken. In uiterlijke kenmerken lijkt deze forelsoort erg op de twee andere soorten uit het Meer van Ohrid. Deze forel heeft rozegekleurd visvlees. Sinds deze soort in 1927 werd beschreven, zijn de forelsoorten van het Meer van Ohrid op uitgebreide schaal gekweekt en genetisch materiaal werd gemengd. Mogelijk is daarbij deze soort verdwenen. De Strugaforel paaide in de winter bij de uitlaat van het meer. Door de aanleg van een dam is deze paaiplaats niet langer voor de forel toegankelijk.